# Навроцки, Александра
Александра Навроцки (англ. Alexandra Navrotsky; род. 20 июня 1943, Нью-Йорк) — американский геохимик и геофизик. Доктор философии (1967), профессор Калифорнийского университета в Дейвисе (с 1997), ныне заслуженный (по 2019?). Ранее профессор Принстонского университета (1985—1997) и перед тем Университета штата Аризона, в 2019 году вернулась в последний. Член НАН США (1993) и Американского философского общества (2011). Отмечена медалью Бенджамина Франклина (2002) и высшим отличием Минералогического общества Америки — медалью Рёблинга (2009).

## Биография
Училась в Bronx High School of Science.
Окончила Чикагский университет, где получила — все по физической химии — степени бакалавра (1963), магистра (1964) и доктора философии (1967), училась у Ole J. Kleppa. Затем постдок в качестве ассоциированного исследователя — в 1967—1968 гг. в Германии, а в 1968—1969 гг. — в Университете штата Пенсильвания. С 1969 года ассистент-профессор, с 1974 года ассоциированный профессор, в 1978—1985 годах профессор химии и геологии Университета штата Аризона. В 1985—1997 годах профессор Принстонского университета, в 1988-1991 гг. заведовала кафедрой геологических и геофизических наук. С 1997 года профессор Калифорнийского университета в Дейвисе, в 2001 году заняла именную кафедру (Edward Roessler Chair) математических и физических наук. В 2019 году возвратилась в Университета штата Аризона.
В 1986-1991 гг. редактор Physics and Chemistry of Minerals.
В 1992—1993 гг. президент Минералогического общества Америки (в 1991-1992 гг. вице-президент).
Фелло Минералогического общества Америки (1981), Американского геофизического союза (1988), American Ceramic Society (1995, 2001), Geochemical Society (1997), Минералогического общества Великобритании (2004), Международного союза теоретической и прикладной химии (2009).
Автор более 1300 научных работ, индекс Хирша (Web of Science) — 58.

## Награды и отличия[9]
- 1973 — Стипендия Слоуна
- 1981 — Отличие (Award) Минералогического общества Америки
- 1995 — Ross Coffin Purdy Award, American Ceramic Society[англ.]
- 2000 — Alexander M. Cruickshank Award, Гордоновская конференция
- 2000 — Hugh Huffman Memorial Award, Calorimetry Conference
- 2000 — Ceramic Educational Council Outstanding Educator Award
- 2002 — Медаль Бенджамина Франклина
- 2005 — Медаль Юри[англ.], Европейская ассоциация геохимии (European Association of Geochemistry)
- 2005 — Spriggs Phase Equilibria Award, American Ceramic Society
- 2006 — Rossini Award, International Association of Chemical Thermodynamics
- 2006 — Медаль Гарри Гесса[нем.] Американского геофизического союза
- 2009 — Медаль Рёблинга, высшая научная награда Минералогического общества Америки
- 2016 — Премия В. М. Гольдшмидта, высшее отличие Geochemical Society[англ.][11]
- 2016 — W. David Kingery Award, American Ceramic Society

Почётный доктор шведского Уппсальского университета (1995).
Почётный профессор Пекинского университета (2008), Сычуаньского университета (2009), Китайского университета Трёх Ущелий (2012).